# Primulina hiepii
Primulina hiepii là một loài thực vật có hoa trong họ Tai voi (Gesneriaceae). Loài này có ở Quảng Ninh (Việt Nam) và được Ruth Kiew mô tả khoa học đầu tiên năm 2000 dưới danh pháp Chirita hiepii. Năm 2011, Mich.Möller & A.Weber chuyển nó sang chi Primulina.